# Xã Spring Brook, Quận Kittson, Minnesota
Xã Spring Brook (tiếng Anh: Spring Brook Township) là một xã thuộc quận Kittson, tiểu bang Minnesota, Hoa Kỳ. Năm 2010, dân số của xã này là 52 người.